# Mathias Le Groing de La Romagère
Mathias Le Groing de La Romagère né à Saint-Sauvier (Bourbonnais) le 5 décembre 1756 et mort à Saint-Brieuc (Bretagne) le 19 février 1841 est un ecclésiastique français.
Il fut évêque de Saint-Brieuc et de Tréguier de 1817 à 1841.

## Biographie
Mathias Le Groing de La Romagère naît dans le diocèse de Moulins d'une ancienne et noble famille du Berry. Il est le 8e enfant de Charles comte Le Groing de La Romagère et de Claire Mulatier de la Trollière.
Il fait ses études au collège des Oratoriens de Vendôme puis au séminaire Saint-Sulpice et à la Sorbonne à Paris. Chanoine théologal et vicaire général du diocèse de Chalons-sur-Marne qu'il dirige de facto au début de la Révolution française. Il est incarcéré de 1793 à 1795, d'abord à Bourges puis sur les pontons de Rochefort où meurt le 26 juillet 1794 son frère Pierre-Joseph Le Groing de La Romagère. Il devient ensuite vicaire général du diocèse de Bourges et du diocèse de Clermont. Il est nommé en 1817 évêque du diocèse de Saint-Brieuc et Tréguier, confirmé le 23 août 1819 et sacré à Paris dans l'église des Carmélites par le cardinal  de Clermont Tonnerre, son ancien évêque de Chalons-sur-Marne. Lors de l'épidémie de choléra de 1832, il entoure de sa sollicitude les populations de Paimpol et de Bréhat.
Il meurt le 19 février 1841 à Saint-Brieuc et est inhumé dans le transept de la cathédrale de Saint-Brieuc.

## Armes
« D'argent à 3 têtes de lion arrachées de gueules, couronnées d'or, au croissant d'azur en abîme. »

## Distinction
- Chevalier de la Légion d'honneur (11 juin 1837)[5]